# 小澤哲
小澤 哲（おざわ さとし、1949年8月5日 - ）は、日本の経営者。トヨタ自動車副社長、豊田通商会長を務めた。石川県出身。

## 来歴・人物
1974年に東京大学法学部を卒業し、同年にトヨタ自動車販売に入社した。2003年7月に常務に就任し、2007年6月に専務に就任した。2010年5月から2015年6月までにトヨタ自動車副社長を務め、それ以降は相談役を務めた。2015年6月から2018年6月までに豊田通商会長も務めた。
2019年11月に藍綬褒章を受章。